# Albert Cornelis
Albert Cornelis (ca. 1475 - voor 4 september 1531) was een Zuid-Nederlands kunstschilder ten tijde van de renaissance. 

## Levensloop
Over zijn leven is weinig bekend. Wel weet men dat hij trouwde met Catharine de Ghezelle, die drie kinderen van hem kreeg, onder wie Nicolaas (°1520), die eveneens meester-schilder werd. Zijn weduwe hertrouwde met de kunstschilder Willem Derby. 
Hij schilderde vooral onderwerpen met een religieus thema, in opdracht van de kerk. Een werk van hem, de Verheerlijking van de Maagd, is te zien in de Brighton Museum & Art Gallery collection. Een altaarstuk Kroning van de Maagd hangt in de Sint-Jakobskerk te Brugge en wordt aan hem toegeschreven. In de National Gallery te Londen is Magdalena in een landschap te zien.
Cornelis werd voogd van schilder en graveur Marcus Gerards, na het overlijden van die zijn vader, de schilder Egbert Gerards. Hij had ook nauwe contacten met Gerard David en Ambrosius Benson.
Hij was slechts eenmaal lid van het bestuur van de beeldenmakers en kunstschilders, in 1518/19, als tweede vinder. In de jaren na deze functie, was hij gedurende een paar jaar in Antwerpen gevestigd, waar hij in 1520 als vrijmeester-schilder in het Sint-Lucasgild werd opgenomen. Hij kwam nadien weer naar Brugge.
Op basis van slechts een paar schilderijen is het moeilijk om kenmerken te ontdekken die zouden toelaten om andere, nu als anonieme werken bewaarde schilderijen, aan Cornelis toe te schrijven. Gelet nochtans op bekende gegevens - onder meer op de aankopen van grondstoffen door Cornelis en op het feit dat hij op de Brugse jaarmarkt een standplaats huurde om zijn schilderijen te verkopen - mag worden aangenomen dat deze schilderijen bestaan hebben en wellicht nog bewaard zijn.

## Galerij

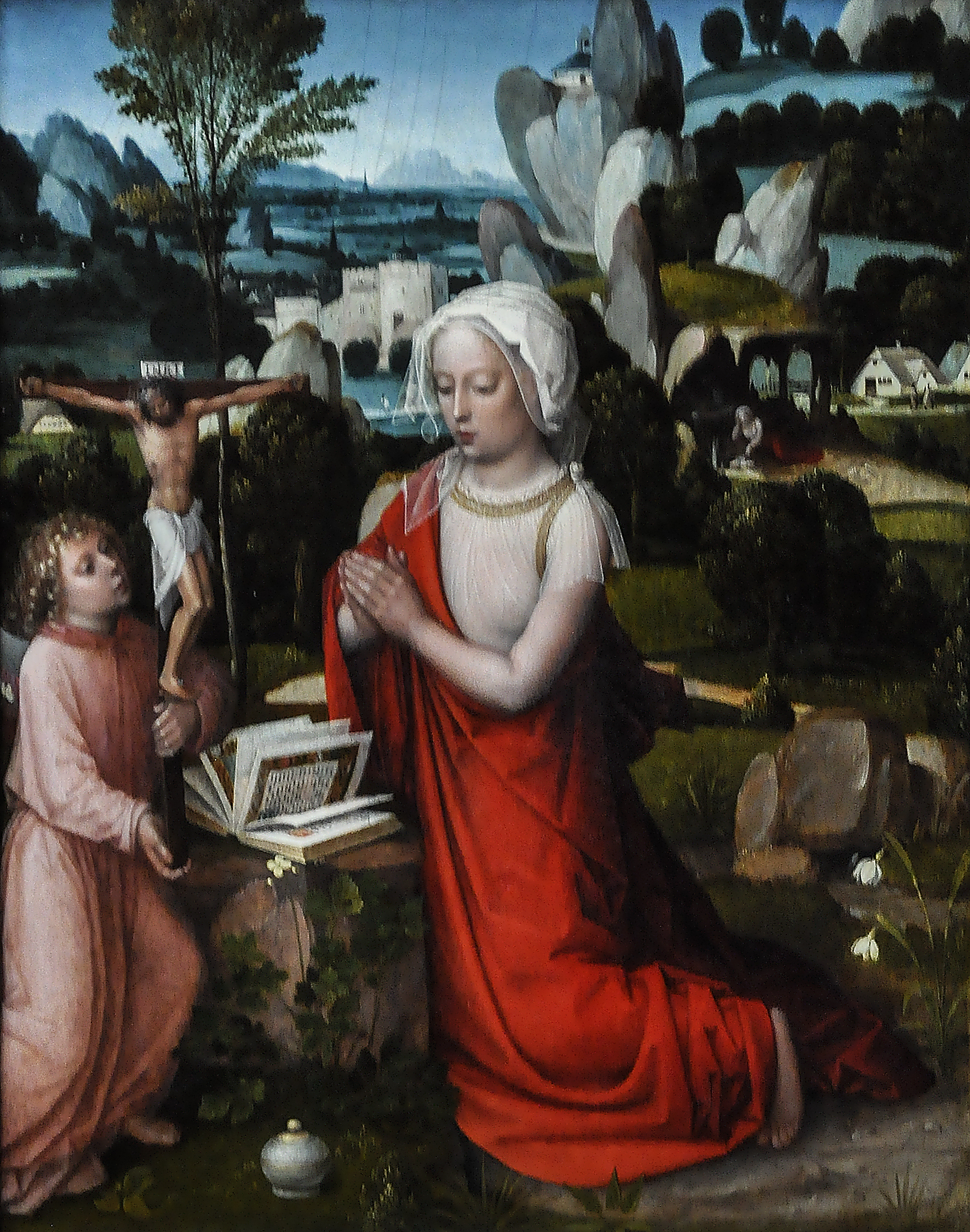
Magdalena in een landschap in de National Gallery
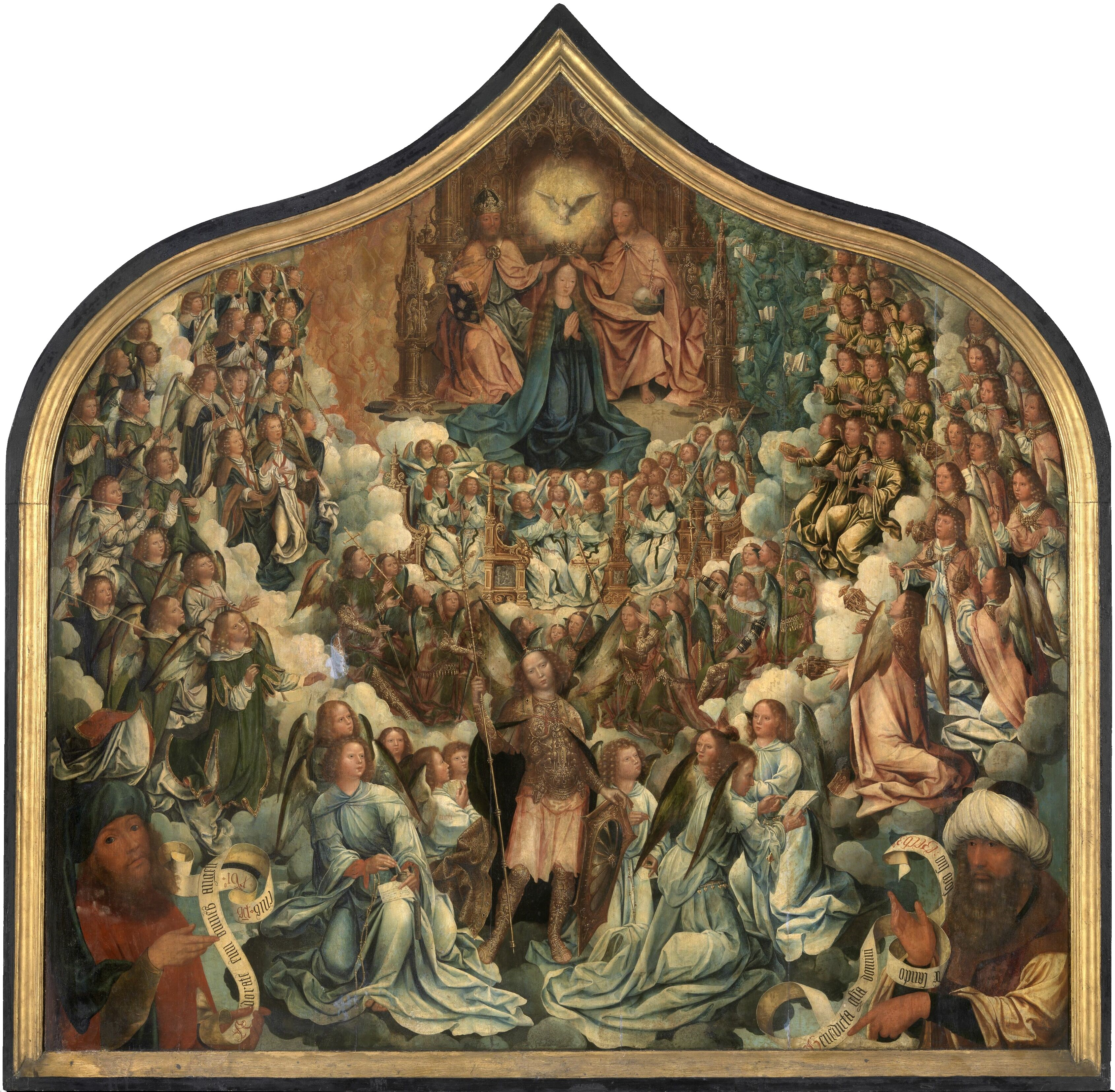
Kroning van Maria in de Sint-Jakobskerk (Brugge)